# Solfatara
Solfatara (af latin sulfa "svovl" og terra "jord") er en varm kilde eller en slags mudderpøl med geotermisk aktivitet. De kan typisk findes omkring vulkaner. Der er en karakteristisk lugt af rådne æg pga. svovlforbindelserne.
For det meste er den udstrømmende gas varm og indeholder også carbondioxid (C + O2 ⇔ CO2 + 386 kJ) og vanddampe. Gennem den kemiske reaktion af svovlvandstof og svovl med ilt dannes svoldioxid, som opløser sig i vand, som danner den svovlholdige syre svovlsyrling (H2SO3). De forsurer stenarterne og bevirker, at de sammen med de varme vanddampe opløses i de mineralske bestanddele. Gennem denne opløsning og kondensation (vand, som skifter fase fra damp til væske) fra vanddampene, danner der sig ofte en slamkedel med gas og luftbobler.
- Solfataraerne har mange forskellige farver
- Boblende svovlkilde ved Námaskarð
- Námaskarð
- Landskab ved Námaskarð med en geotermisk kedel til højre